# Les Ailes (film, 1927)
Pour les articles homonymes, voir Les Ailes et Wings.
Pour plus de détails, voir Fiche technique et Distribution.
Les Ailes (Wings) est un film muet américain sur le thème de la Première Guerre mondiale, réalisé par William A. Wellman et sorti en 1927. 
Produit par la Paramount Pictures, le film raconte la bataille de Saint-Mihiel où les troupes américaines ont été fortement engagées en septembre 1918. Il est le premier film à recevoir l'Oscar du meilleur film. Il est aussi le premier film à offrir un rôle significatif à Gary Cooper (25 ans), même si les rôles principaux étaient tenus par Clara Bow, Charles « Buddy » Rogers et Richard Arlen. 

## Synopsis
Deux jeunes hommes, l'un riche, l'autre de la classe moyenne, tous deux amoureux de la même femme, deviennent des pilotes de chasse de l'US Air Corps et, finalement, des as de l'aviation, héroïques pendant la Première Guerre mondiale. Meilleurs amis dévoués, leur amour commun pour la jeune fille finit par menacer leur lien. Pendant ce temps, une fille de leur ville natale, qui est la voisine amoureuse de l'un d'eux depuis toujours, se languit.

## Fiche technique
Sauf indication contraire ou complémentaire, les informations mentionnées dans cette section proviennent du générique de fin de l'œuvre audiovisuelle présentée ici.
- Titre : Les Ailes
- Titre original : Wings
- Réalisation : William A. Wellman et Harry d'Abbadie d'Arrast (non crédité)[1]
- Assistants réalisateur : Charles Barton et Norman Z. McLeod (non crédités)
- Scénario : Hope Loring et Louis D. Lighton, d'après une histoire de John Monk Saunders issue d'une idée de Byron Morgan (non crédité)[1] ; intertitres de Julian Johnson
- Photographie : Harry Perry
- Montage : E. Lloyd Sheldon et Lucien Hubbard (non crédité)[1],[2], assistés de Carl Pierson (non crédité)[1]
- Musique : J. S. Zamecnik (non crédité)[1],[2]
- Direction artistique : Hans Dreier (non crédité)[1]
- Costumes : Travis Banton et Edith Head[2] (non crédités)[1]
- Effets spéciaux : Roy Pomeroy[1],[2] et Paul Perry[2]
- Production : Lucien Hubbard (producteur) ; Jesse L. Lasky et Adolph Zukor (producteurs délégués)[2] ; B. P. Schulberg (producteur associé)
- Société de production et de distribution : Paramount Pictures
- Budget : 2 000 000 $[3]
- Pays de production :  États-Unis
- Tournage : du 19 janvier 1927 au 5 avril 1927
- Format[4] : Noir et blanc - Film muet avec musique et effets sonores[3] monophoniques - 1,33:1 ou 1,37:1[2] - 35 mm[2],[5]
- Genre : drame[4]
- Longueur de pellicule : 13 bobines soit 12 267 pieds[2] (3 739 mètres[5])
- Durée : 139 minutes[4] ou 141 minutes[2],[4]
- Dates de sortie : 
  - États-Unis :
    - 19 mai 1927 (première mondiale à San Antonio, (Texas)
    - 12 août 1927 (première à New York)
    - 15 janvier 1928 (première à Los Angeles)[6]
    - 5 janvier 1929 (sortie nationale)[3],[6]. D'après Silent Era, la première a eu lieu le 12 avril 1927 au Criterion Theatre de New York et la sortie générale le 12 août 1927[2].

  - France : 23 novembre 1928

## Distribution
|                                          |  |  |
| Charles 'Buddy' Rogers et Richard Arlen. |  |  |

Sauf mention contraire, les acteurs mentionnés sont ceux dont le rôle est clairement identifié au générique du film.
- Clara Bow : Mary Preston
- Charles 'Buddy' Rogers : Jack Powell
- Richard Arlen : David Armstrong
- Jobyna Ralston : Sylvia Lewis
- El Brendel : Herman Schwimpf (ou Patrick O’Brien[2])
- Richard Tucker : le commandant des forces aériennes
- Gary Cooper : le cadet White
- Gunboat Smith : le sergent
- Henry B. Walthall : le père de David
- Roscoe Karns : le lieutenant Cameron
- Julia Swayne Gordon : la mère de David
- Arlette Marchal : Celeste
- Charles Barton : le soldat qui flirte avec Mary (non crédité)[1]
- William Hickey : Charlton Blanchard (non crédité)[1]
- Hedda Hopper : Mme Powell (non créditée)[1]
- George Irving : Mr Powell (non crédité)[1]
- William A. Wellman : un Sammy (non crédité)[1]

## Production

### Genèse
En 1926, John Monk Saunders, ancien pilote lors de la Première Guerre mondiale, propose à Jesse L. Lasky l'idée d'un film d'aviation mettant en scène de jeunes personnes durant les entrainements et combats aériens. À la suite du succès de 1925 de la Metro-Goldwyn-Mayer, La Grande Parade, la Paramount Pictures recherche un film sur le même sujet, voyant le succès de ce dernier. Jesse L. Lasky accepte le concept à la condition que le Gouvernement américain coopère, ce qui est le cas. D'après l'Internet Movie Database, c'est Byron Morgan qui suggéra l'idée à la Paramount.

### L'équipe du film
B. P. Schulberg, le responsable de production de la Paramount sur la côte Ouest, engage Hope Loring et Louis D. Lighton pour écrire le scénario, choisit Harry Perry comme directeur de la photographie et donne la responsabilité de produire le film à Lucien Hubbard. Pour réaliser le film, c'est William A. Wellman, un jeune réalisateur qui a réalisé seulement deux films pour le studio avec Masques d'artistes (You Never Know Women) et The Cat's Pajamas, qui est engagé. Son expérience en tant que pilote militaire médaillé, de cascadeur aérien ainsi que son enthousiasme persuade le producteur de lui faire confiance. Les costumes sont l'œuvre de Travis Banton et Edith Head. Pour Head, il s'agit d'ailleurs de la première contribution de sa carrière au cinéma.

### Les acteurs

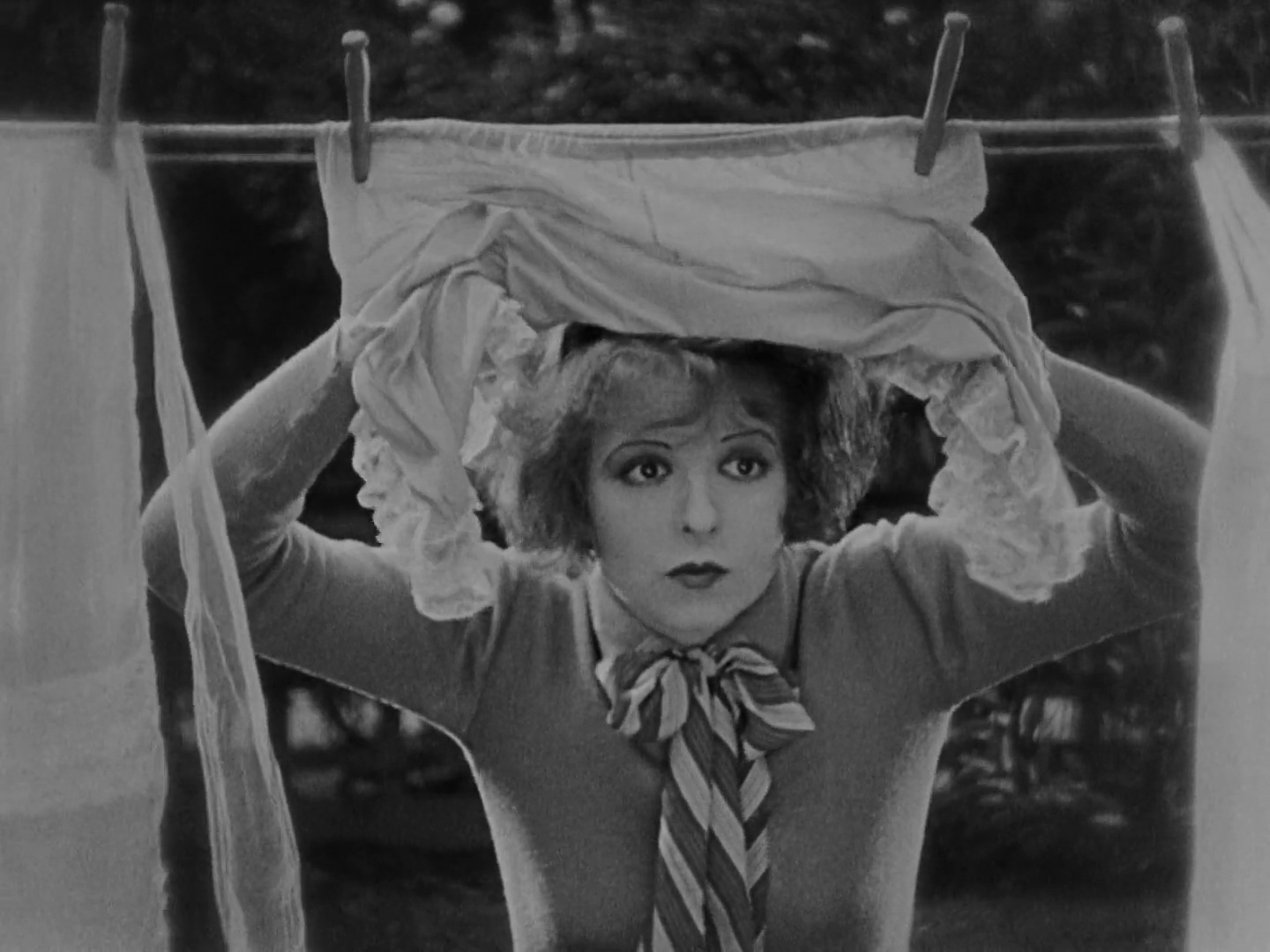
Clara Bow incarne une infirmière amoureuse de son voisin, l'aviateur Charles 'Buddy' Rogers.

Pour le premier rôle féminin,  Clara Bow, nouvelle starlette de la Paramount, est préférée. Durant le tournage elle insiste pour faire en sorte que ses courbes soient filmées, malgré l'uniforme militaire qu'elle porte.
Pour jouer les deux rôles principaux masculins, de jeunes acteurs qui ont encore tout à prouver sont choisis. En effet, Charles 'Buddy' Rogers a commencé à jouer dans des films depuis très peu de temps et compte trois films à sa filmographie avant Les Ailes. Richard Arlen, un peu plus vieux que Rogers, ancien pilote durant la Première Guerre mondiale qui n'a jamais été au combat, est un acteur qui joue dans des films depuis 1921 sans avoir encore tenu de rôle principal.
La distribution du film comprend également un futur acteur oscarisé : Gary Cooper. Alors âgé de 25 ans, son apparition se limite à une scène ce qui est bien assez pour le révéler au public. William A. Wellman fait une petite apparition dans le film en jouant un soldat. Des petits rôles sont également tenus par sa femme, Margery Chapin et par sa fille Gloria Wellman,.

### Le tournage
Le tournage du film se déroule du 19 janvier au 5 avril 1927, principalement à San Antonio au Texas, avec un budget s'élevant à 2 millions de dollars, un faible coût au regard des prouesses aériennes. En effet ces scènes sont réalisées sans trucage diminuant ainsi les éventuels coûts d'effets spéciaux. Ainsi, Charles 'Buddy' Rogers et Richard Arlen pilotent eux-mêmes leurs appareils, ce qui est nouveau pour Rogers. Il apprend donc le pilotage au fil du tournage. Pour les scènes de batailles des milliers de figurants sont nécessaires. Deux accidents sont à déplorer. Le premier accidenté est Dick Grace, un pilote cascadeur, qui se fait projeter contre le fuselage de son avion au lieu d'être éjecté au loin. Il reste six semaines à l'hôpital. Pour la deuxième personne, un pilote de l'armée jouant dans le film, l'issue est plus tragique. Il est victime d'une chute fatale,.
Certaines des scènes aériennes inutilisées pour le film complétent Les Pilotes de la mort (The Legion of the Condemned), un autre film de Wellman.

### La musique
À la sortie du film, une musique d'accompagnement fut écrite pour moitié par John Stepan Zamecnik, l'autre moitié étant composée d'extraits du répertoire classique ré-orchestrés (Mendelssohn, Liszt, Chopin, Wagner, notamment), comme cela se faisait souvent.
En 2014, Baudime Jam a composé une partition originale pour quatuor à cordes, trompette et percussions créée par le Quatuor Prima Vista. Cette création a été labellisée en France par le Comité de la Mission du centenaire de la Première Guerre mondiale présidé par l’historien Antoine Prost, et aux États-Unis par la World War I Centennial Commission (WWICC). Ce ciné-concert a été sélectionné au niveau national pour commémorer l'engagement des États-Unis aux côtés des forces alliées : le Quatuor Prima Vista a été invité à l'interpréter lors d'une tournée qui l'a conduit à se produire à New York, Chicago, Washington, Saint-Louis et Minneapolis, ainsi qu'à Saint Mihiel lors des commémorations officielles de septembre 2018.

### Réception
Les Ailes, premier film hollywoodien traitant de l'aviation militaire, sort en avant-première le 12 août 1927, à New York.
S'ensuivent alors plusieurs projections à des points stratégiques de la carte américaine qui amèneront à un remontage du film. Il descend d'un format de quatorze bobines à treize bobines. La sortie nationale a lieu le 5 janvier 1929 après ajout de musique, exclusivement jouée à l'orgue Wurlitzer, et d'effets sonores, avec le procédé d'enregistrement Photophone de la Radio Corporation of America,. En effet, entre le jour de la première du film à New York et celui de la sortie nationale était paru le film qui avait bousculé l'industrie cinématographique : Le Chanteur de jazz (The Jazz Singer). Cette production Warner Bros. est le premier film parlant, qui incita les autres studios à franchir le pas.
Les Ailes est un succès et profite sans aucun doute de la notoriété de Clara Bow à la suite du film Le Coup de foudre (It). Le film de William A. Wellman obtient également la reconnaissance des professionnels du métier en remportant le prix du meilleur film lors de la 1re cérémonie des Oscars, organisée le 16 mai 1929,. C'est ainsi le premier film muet à recevoir cette distinction, le deuxième étant The Artist, en 2012.

#### Distinctions
Les Ailes est donc le premier film à remporter l'Oscar du meilleur film. De plus, Roy Pomeroy remporte l'Oscar des meilleurs effets d'ingénierie, récompense qui décernée une seule fois dans l'histoire de l'Academy of Motion Picture Arts and Sciences.
Des copies du films sont aujourd'hui conservées à la Cinémathèque française et au Mary Pickford Institute. En 1997, Les Ailes a été désigné « culturellement signifiant » par la Bibliothèque du Congrès et sélectionné pour préservation au National Film Registry.

## Héritage

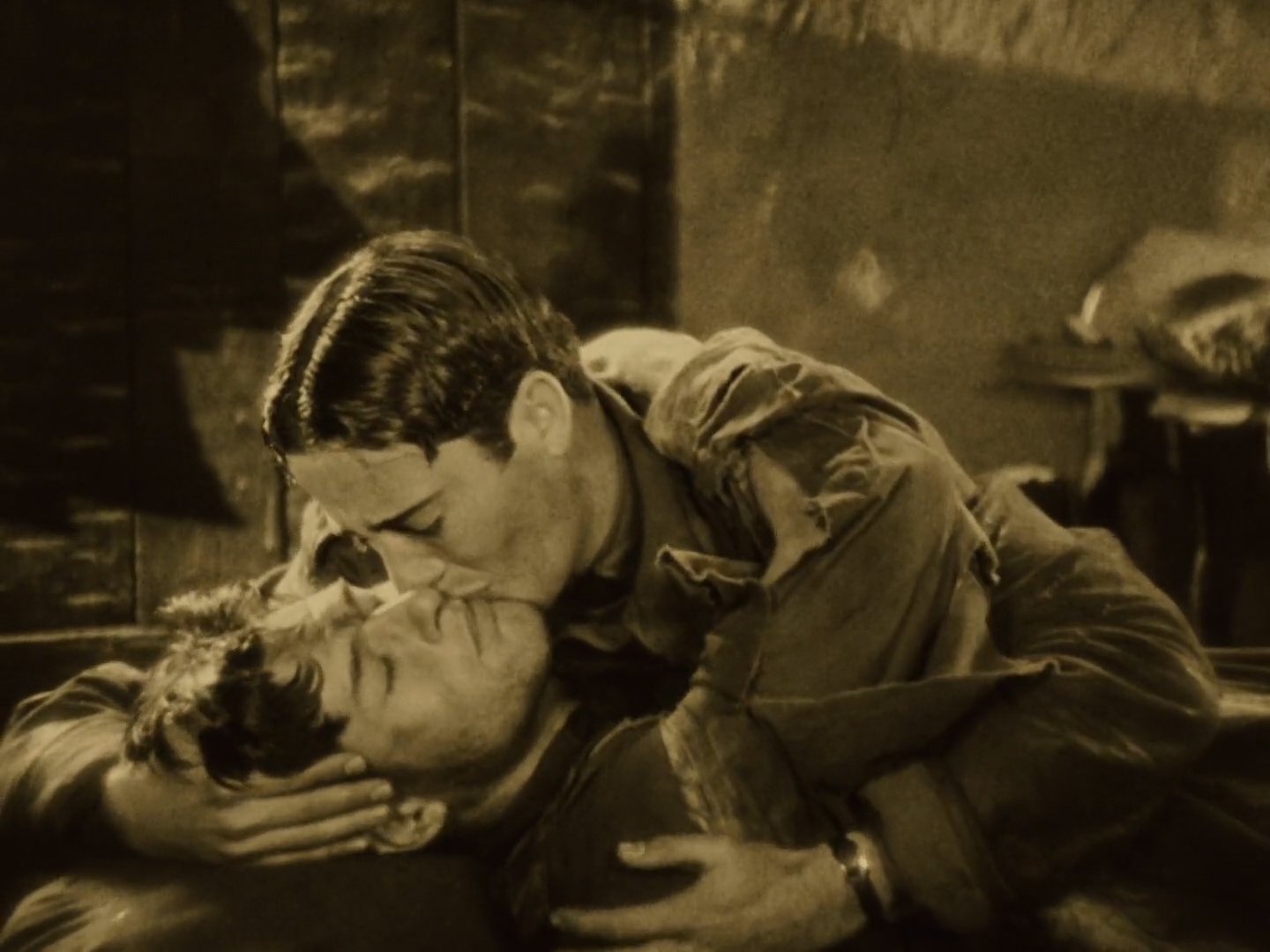
La scène du baiser entre les deux acteurs principaux est parfois considérée comme première scène implicitement gay au cinéma.

Le film  est considéré comme l'un des premiers films à montrer des scènes de nudité. Lors de la scène du bureau de recrutement, des hommes sont vus nus et de dos lors d'un examen médical. La poitrine dénudée de Clara Bow est également brièvement aperçue lors d'une scène de chambre, lorsque la police militaire entre dans son appartement sans sommation.
La scène de la scène de la mort de David est également considérée comme la première représentation d'un baiser entre deux hommes dans le cinéma. Jack est clairement vu en train d'embrasser David sur la commissure des lèvres. La relation amicale forte, les gestes sensuels et affectueux nombreux entre les deux hommes, sont considérés par certains cinéphiles et auteurs comme a la première description d'une romance LGBT de l'histoire du cinéma,  même il n’existe pas de consensus général sur le sujet.
Durant de nombreuses années, le film a été considéré comme perdu car aucune copie n'était connue. La Cinémathèque française a cependant retrouvé, à une date inconnue, une copie du film dans ses archives. Une seconde copie a été retrouvée dans les coffres de la Paramount, permettant l'édition du film pour les salles de projection, en VHS, en DVD ou support numérique après une importante restauration.